# Sei Mati (Medan Maimun)
Sei Mati is een bestuurslaag in het regentschap Medan van de provincie Noord-Sumatra, Indonesië. Sei Mati telt 7897 inwoners (volkstelling 2010).